# (133) Cyrene
(133) Cyrene ist ein Asteroid des äußeren Hauptgürtels, der am 16. August 1873 vom US-amerikanischen Astronomen James Craig Watson am Detroit Observatory in Ann Arbor entdeckt wurde.
Der Asteroid wurde benannt nach Kyrene, einer Tochter von Hypseus, dem König der Lapithen. Sie liebte es, Löwen zu jagen und mit ihnen zu ringen. Apollon sah sie mit einem Löwen ringen und verliebte sich in sie. Er war der Vater ihrer beiden Söhne Aristaeus und Idmon, letzterer ein berühmter Seher.

## Wissenschaftliche Auswertung
Aus Ergebnissen der IRAS Minor Planet Survey (IMPS) wurden 1992 Angaben zu Durchmesser und Albedo für zahlreiche Asteroiden abgeleitet, darunter auch (133) Cyrene, für die damals Werte von 66,6 km bzw. 0,26 erhalten wurden. Eine Auswertung von Beobachtungen durch das Projekt NEOWISE im nahen Infrarot führte 2011 zu vorläufigen Werten für den Durchmesser und die Albedo im sichtbaren Bereich von 80,5 km bzw. 0,18. Ein Vergleich von Daten, die von 1978 bis 2011 an der Sternwarte Ondřejov in Tschechien und am Table Mountain Observatory in Kalifornien gesammelt wurden, mit den Daten von NEOWISE führte 2012 zu Werten von 80,5 km bzw. 0,17. Nachdem die Werte nach neuen Messungen mit NEOWISE 2012 auf 63,8 km bzw. 0,28 korrigiert worden waren, wurden sie 2014 auf 72,2 km bzw. 0,22 geändert.
Eine spektroskopische Untersuchung von 820 Asteroiden zwischen November 1996 und September 2001 am La-Silla-Observatorium in Chile ergab für (133) Cyrene eine taxonomische Klassifizierung als S-Typ.
Photometrische Beobachtungen von (133) Cyrene erfolgten erstmals im Zeitraum 20. März 1979 bis 20. September 1980 an verschiedenen Observatorien, wie dem La-Silla-Observatorium in Chile, dem McDonald-Observatorium in Texas und dem Table Mountain Observatory in Kalifornien. Aus den aufgezeichneten Lichtkurven konnte eine Rotationsperiode von 12,708 h bestimmt werden. Weitere Messungen wurden vom 2. bis 5. Februar 2005 am Altimira Observatory in Kalifornien durchgeführt. Hier wurde aus der Lichtkurve eine Rotationsperiode von 12,71 h abgeleitet,
Aus einer Kombination von photometrischen Daten der Lowell Observatory Database mit thermischen Infrarot-Messungen von NEOWISE konnte in einer Untersuchung von 2018 für ein dreiachsig-ellipsoidisches Gestaltmodell von (133) Cyrene eine Rotationsperiode von 12,7086 h bei einer retrograden Rotation bestimmt werden. Aus archivierten Daten des Asteroid Terrestrial-impact Last Alert System (ATLAS) aus dem Zeitraum 2015 bis 2018 wurden dann in einer Untersuchung von 2020 mit einem ellipsoiden Gestaltmodell und der Methode der konvexen Inversion ebenfalls eine retrograde Rotation und eine Rotationsperiode von 12,7087 h bestimmt.
Zwischen 2012 und 2018 wurden mit der All-Sky Automated Survey for Supernovae (ASAS-SN) auch photometrische Daten von 20.000 Asteroiden aufgezeichnet. Auf mehr als 5000 davon konnte erfolgreich die Methode der konvexen Inversion angewendet werden, darunter auch (133) Cyrene, für die in einer Untersuchung von 2021 erstmals ein dreidimensionales Gestaltmodell für zwei alternative Rotationsachsen mit retrograder Rotation und einer Periode von 12,7086 h berechnet wurde. Aus archivierten Daten des Asteroid Terrestrial-impact Last Alert System (ATLAS) aus dem Zeitraum 2015 bis 2018 konnte in einer Untersuchung von 2022 mit der Methode der konvexen Inversion eine Rotationsperiode von 12,7089 h berechnet werden.